# Barack Obamas tal på Kairos universitet

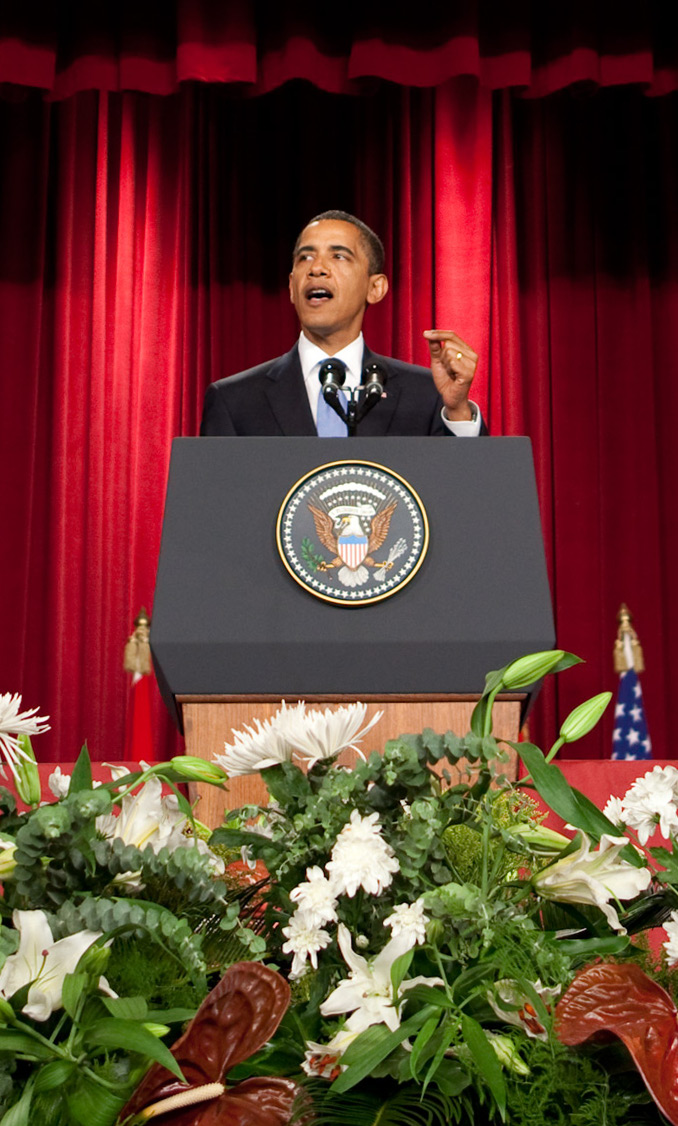
Barack Obama på talarpodiet på Kairos universitet

Den 4 juni 2009 höll USA:s president Barack Obama ett tal med titeln A New Beginning på Kairos universitet. Universitetet och Al-Azharuniversitetet var gemensamma värdar för arrangemanget. Talet uppfyller vallöftet från Obamas kampanj att hålla ett viktigt tal i en muslimsk huvudstad under de första månaderna av sin mandatperiod. 
Vita husets pressekreterare Robert Gibbs har antytt att valet av Egypten som plats berodde på att det "är ett land som på många sätt representerar arabvärldens hjärta." Egypten anses vara en viktig aktör i fredsprocessen i Mellanöstern och är också en stor mottagare av ekonomiskt och militärt stöd från USA. BBC rapporterade att talet var menat att reparera USA:s relation med den muslimska världen, som ansträngdes svårt under perioden som George W. Bush var president.

## Talet
Obamas vädjade i talet om förbättrad ömsesidig förståelse och relationer mellan den muslimska världen och västvärlden. Han sade att båda borde göra mer för att bemöta våldsam extremism. Det var dock Obamas önskan om fred mellan Israel och Palestina som fick den största uppmärksamheten. Obama bekräftade återigen USA:s förbindelser med Israel, och kallade deras band "obrytbart", men beskrev också det förhållandet att palestinierna saknar en egen stat för "oacceptabelt" och erkände som legitima deras aspirationer på en egen stat och på värdighet — lika legitima som Israels önskan om ett eget judiskt hemland.
Obamas tal var delat i sju delar: våldsam extremism, Israel-Palestina-konflikten, kärnvapen (med en hänvisning till Iran, demokrati, religiös frihet, kvinnors rättigheter och ekonomisk utveckling. Presidenten inledde sitt tal med ett citat ur Koranen, för att skapa förtroende: "I, som tron, frukten Gud och talen vad rätt är." Han citerade också Bibeln och Talmud i sitt tal.